# Филип Йоахим фон дер Остен
Филип Йоахим фон дер Остен (на немски: Philipp Joachim von der Osten; * 1630; † 1708) е благородник от род фон дер Остен от Херцогство Померания, господар във Волденбург (днес Dąbie) и Нателфиц в Полша, курбранденбургски лейтенант.
Той е син на бранденбургския лейтенант Хенинг фон дер Остен († 1670) и съпругата му Анна Барбара фон Борке († сл. 1655), дъщеря на Ернст Фридрих фон Борке († 1638) и Луиза Мария фон Борке (* 1607). Майка му се омъжва втори път за Хайнрих фон Мантойфел. Внук е на Филип фон дер Остен († 1647) и Доротея Хелена фон Борк († 1650). Правнук е на Валентин фон дер Остен (1530 – 1608) и праправнук на Филип фон дер Остен († пр. 1541).
Филип Йоахим фон дер Остен е лейтенант в Курфюрство Брангенбург и е тежко ранен в битката при Фербелин през 1675 г.

## Фамилия
Филип Йоахим фон дер Остен се жени 1680 г. за Доротея Юлиана фон Боен († сл. 1702). Те имат осем сина:
- Хенинг Георг фон дер Остен (* 25 март 1683, Волденбург; † 1757), женен на 10 март 1710 г. за Доротея София фон Билербек; имат син
- Филип Лудвиг фон дер Остен (* 22 март 1685, Нателфиц; † 18 юни 1758, Волденбург), кралски пруски майор, женен на 27 април 1718 г. за Луция Тугендрайх фон Дюрингс хофен (* 8 юли 1704; † 6 октомври 1751); имат син
- Андреас Фридрих фон дер Остен (* 11 юли 1686, Нателфиц; † 1755), кралски полски майор, императорски руски генерал-майор, женен за Барбара Юлиана фон дер Голц; бездетен
- Франц Адриан фон дер Остен (* 5 май 1690, Нателфиц; † 1744), на служба в Дания и Прусия, неженен
- Георг Егерт фон дер Остен (* 24 май 1692; † 1743), кралски пруски обрист-вахтмайстер, женен за Рената фон Застров, бездетен
- Валентин Бодо фон дер Остен (* 29 ноември 1699; † 1757), кралски пруски щаб-капитан на артилерията; неженен
- Балтцер Кристиан фон дер Остен
- Богислав Хайнрих фон дер Остен